# 桑德拉·桑切斯
桑德拉·桑切斯（西班牙語：Sandra Sánchez，1981年9月16日—），西班牙女子空手道运动员。她曾代表西班牙参加2020年夏季奥林匹克运动会空手道比赛，获得一枚金牌。她也曾参加2017年和2022年世界运动会。